# Буйневич, Казимир-Адам Альбинович
Казимир-Адам Альбинович Буйневич (1872—1953) — терапевт, профессор Московского университета.

## Биография
Происходил из польских потомственных дворян. Родился 16 ноября 1872 года[по какому календарю?].
С 1885 года учился в Черниговской гимназии, которую окончил с золотой медалью в 1892 году. В 1898 году окончил медицинский факультет Московского университета со степенью лекаря. в 1902 году защитил в Московском университете диссертацию на степень доктора медицины «К теории мочеобразования: Криоскопический метод в вопросе об определении функциональной способности почек».
Сверхштатный лаборант (с 1898) в госпитальной терапевтической клинике при Старо-Екатерининской больнице. Сверхштатный ассистент кафедры госпитальной терапевтической клиники, одновременно приват-доцент той же кафедры (с 1903). Экстраординарный профессор (1911) по кафедре частной патологии и терапии (получил место на кафедре, освободившееся в связи с событиями 1911 года, также сверхштатный профессор по кафедре госпитальной терапевтической клиники. Как преподаватель пользовался популярностью у студентов, строил лекции на материале клинического разбора «истории болезней». Уволен из Московского университета (март 1917) и восстановлен (сентябрь 1917). Помимо университета работал врачом Лазаревского института восточных языков.
Переехал в Екатеринослав (1918), где возглавил терапевтическую клинику. Эмигрировал из России (1922). Профессор терапии Литовского университета в Каунасе. Издал ряд учебников на русском языке по проблемам клиники внутренних болезней. Покинул Литву (1944), жил в Мюнхене.
Последние годы жизни провёл в Австрии. Член Сербской академии наук. Умер 19 августа 1953 года в Инсбруке.